# فائوستو لندینی
فائوستو لندینی (انگلیسی: Fausto Landini؛ زادهٔ ۲۸ ژوئن ۱۹۵۱) بازیکن فوتبال اهل ایتالیا است.
از باشگاه‌هایی که در آن بازی کرده‌است می‌توان به باشگاه فوتبال آسکولی، باشگاه فوتبال یوونتوس، باشگاه فوتبال آ.اس. رم، باشگاه فوتبال بولونیا، و باشگاه فوتبال بنونتو اشاره کرد.
وی همچنین در تیم ملی فوتبال زیر ۲۱ سال ایتالیا بازی کرده‌است.